# اچ‌ام‌سی‌اس وجرویل (جی۲۵۷)
اچ‌ام‌سی‌اس وجرویل (جی۲۵۷) (به انگلیسی: HMCS Vegreville (J257)) یک کشتی بود که طول آن ۱۸۰ فوت (۵۵ متر) بود. این کشتی در سال ۱۹۴۱ ساخته شد.